# Nomada signata
Nomada signata ist eine Biene aus der Familie der Apidae. Die Art ähnelt Nomada flava stark, die Männchen haben zudem Ähnlichkeit mit Nomada panzeri.

## Merkmale
Die Bienen haben eine Körperlänge von 10 bis 13 (Weibchen) beziehungsweise 8 bis 12 Millimetern (Männchen). Der Kopf der Weibchen ist schwarz und ist rot gezeichnet. Der Thorax ist ebenso schwarz, jedoch rot und gelb gezeichnet. Die Tergite sind basal schwarz und auf der Scheibe gelb. Ihre Endränder sind rot, sie wirken jedoch durch die schwarze Basis dunkel. Das Labrum ist rot und hat ein Zähnchen. Das dritte Fühlerglied ist deutlich kürzer wie das vierte. Das schwach gehöckerte Schildchen (Scutellum) ist rot. Die Schienen (Tibien) der Hinterbeine sind am Ende stumpf und haben mehrere lange Dörnchen. Die Männchen ähneln den Weibchen, haben aber ein gelb gezeichnetes Gesicht. Das Schildchen ist schwarz oder hat zwei rote Flecken. Es hat schwache Höcker. Die Schenkel (Femora) der mittleren Beine sind unten deutlich länger behaart als die Schenkel der Hinterbeine. Die Hinterschienen sind stumpf endend und haben feine, lange Dörnchen.

## Vorkommen und Lebensweise
Die Art ist in Mittel- und Nordeuropa verbreitet. Die Tiere fliegen in von Mitte März bis Ende Juni. Sie parasitieren Andrena fulva.

## Belege
Felix Amiet, M. Herrmann, A. Müller, R. Neumeyer: Fauna Helvetica 20: Apidae 5. Centre Suisse de Cartographie de la Faune, 2007, ISBN 978-2-88414-032-4.